# Stazione di Fujisaka
La stazione di Fujisaka (藤阪駅?, Fujisaka-eki) è una stazione ferroviaria della città di Hirakata, nella prefettura di Osaka in Giappone. La stazione è gestita dalla JR West e serve la linea Katamachi (linea Gakkentoshi).

## Linee
JR West
■ Linea Katamachi

## Struttura
La stazione è costituita da due marciapiedi laterali con 2 binari in viadotto.
| 1 | ■ Linea Katamachi | per Matsuiyamate, Kizu e Nara         |
| 2 | ■ Linea Katamachi | per Shijōnawate, Kyōbashi e Amagasaki |

## Stazioni adiacenti
| ≪                   | Servizio                | ≫               |
| Linea Katamachi     | Linea Katamachi         | Linea Katamachi |
| ------------------- | ----------------------- | --------------- |
| Nagao               | Locale Rapido Regionale | Tsuda           |
| Il Rapido non ferma |                         |                 |